# Nowa Wieś (gmina Stary Zamość)
Nowa Wieś – wieś w Polsce położona w województwie lubelskim, w powiecie zamojskim, w gminie Stary Zamość.
W latach 1975–1998 miejscowość należała administracyjnie do województwa zamojskiego.
Wieś stanowi sołectwo gminy Stary Zamość. Według Narodowego Spisu Powszechnego z roku 2011 wieś liczyła 131 mieszkańców.
Wierni Kościoła rzymskokatolickiego należą do parafii Wniebowzięcia Najświętszej Maryi Panny w Starym Zamościu.

## Historia
Nowa Wieś w wieku XIX wieś z folwarkiem w powiecie zamojskim, gminie Nielisz, parafii Stary Zamość, odległa od Zamościa w kierunku południowym o 18 wiorst. Folwark należał w tym czasie do dóbr Ruskie-Piaski natomiast wieś posiadała 12 domów i 104 mieszkańców wyznania rzymskokatolickiego gospodarzących na 116 morgach ziemi, jak podaje nota Słownika geograficznego Królestwa Polskiego z roku 1886 nader urodzajnej glinki z popielatką.
Według spisu z 1827 roku było tu 17 domów i 57 mieszkańców.